# Haystack
«Haystack» — проект Массачусетского технологического института по исследованию и разработке нескольких приложений, связанных с персональным информационным менеджментом и семантической паутиной.
Наиболее примечательным из них является клиентское приложение «Haystack» — персональный информационный менеджер (англ. personal information manager, PIM), который должен стать первым приложением, основанным на технологиях семантического рабочего стола. Клиентское приложение «Haystack» опубликовано как открытое программное обеспечение под лицензией BSD. Оно разработано на связанном с RDF динамическом языке Adenine, созданном для этого проекта на Java. Подобно персональному информационному менеджеру «Chandler», система «Haystack» унифицирует оперирование различными типами неструктурированной информации. Эта информация имеет обобщённое представление в RDF в конфигурируемой человекочитаемой форме.

## Внешние ссылки
- Страница проекта «Haystack»
- «Haystack» на странице проекта SIMILE